# Novozámecký rybník
Novozámecký rybník je rybník, který se nachází východně od Zahrádek, asi 7 km jižně od České Lípy. Geomorfologicky je řazen do Ralské pahorkatiny. Údaje o rozloze se značně liší a kolísá od 55,115 ha, přes 128 ha až po 200 ha rákosí a 40 ha volné vodní plochy. Jedná se o vůbec největší plochu porostlou rákosem v Česku a hladinu zdobí i lekníny a stulíky. Rybník je mělký s maximální hloubkou dva metry. Objem vody činí 1,29 mil. m³.
Rybník je součástí stejnojmenné národní přírodní rezervace s rozlohou 368,27 hektarů. Vyhlášena byla v roce 1933 k ochraně význačných mokřadních společenstev a stanoviště pro zhruba 220 druhů ptáků. Rezervace je zařazena do sítě mezinárodních ornitologických lokalit Natura 2000. Od roku 2014 je Novozámecký rybník součástí Chráněné krajinné oblasti Kokořínsko - Máchův kraj.

## Historie

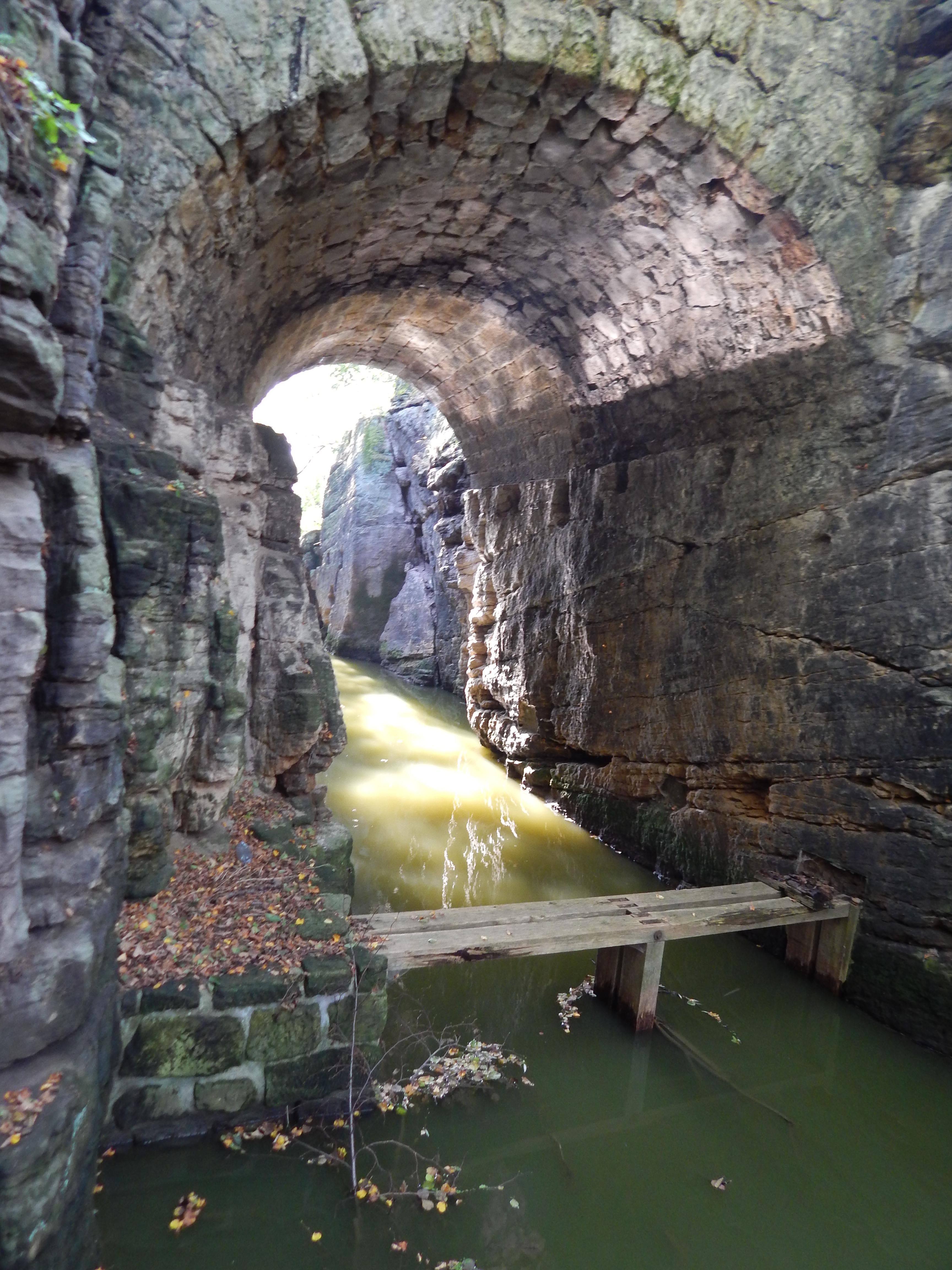
Mnichovská průrva

Novozámecký rybník patří k nejstarším rezervacím v České republice. Původní rozloha rybníka dosahovala kolem 300 hektarů, a předčila tak sousední Velký rybník (Máchovo jezero). V 19. století byla hladina rybníka snížena a dnes je rybník obklopen velkým rákosovým polem. Ochrana tohoto území byla vyhlášena výnosem Ministerstva školství a národní osvěty - MŠANO č.143.547/33 z 31. prosince 1933 v rozsahu 348 ha. Rezervace zahrnovala zarůstající rybník s rákosinami, mokřadní louky s keři, vzácná avifauna, technická památku - odtokový kanál ze 16. století. V roce 1990 byla zapsána jako Státní přírodní rezervace č. 279 na katastrálním území Jestřebí a Karasy.
V roce 1991 byl Novozámecký rybník zapsán do Ramsarské úmluvy, tj. do seznamu významných mokřadů. V roce 1992 byla rezervace překategorizována jako národní přírodní rezervace. Rezervace, její kanál s výpustí byla zapsána i do soupisu kulturních památek ČR.. V roce 2004 byla pro toto území a Máchovo jezero vzdálené 20 km vyhlášena Ptačí oblast Českolipsko – Dokeské pískovce a mokřady. Od roku 2014 je Novozámecký rybník součástí Chráněné krajinné oblasti Kokořínsko - Máchův kraj a je v péči správy této CHKO jako regionálního pracoviště Agentury ochrany přírody a krajiny ČR.
Kvůli nutné opravě hráze byl v letech 2011–2012 rybník vypuštěn. Oprava byla doprovázena stavbou dvou ornitologických pozorovacích věží a také ztrátou tisícovek škeblí na vyschlém dně. Na konci roku 2012 byl rybník napuštěn.
Rybník sloužil především k chovu ryb. Výlovy jsou omezeny jen na dobu při snížení hladiny pro občasné opravy hrází.

## Přírodní poměry

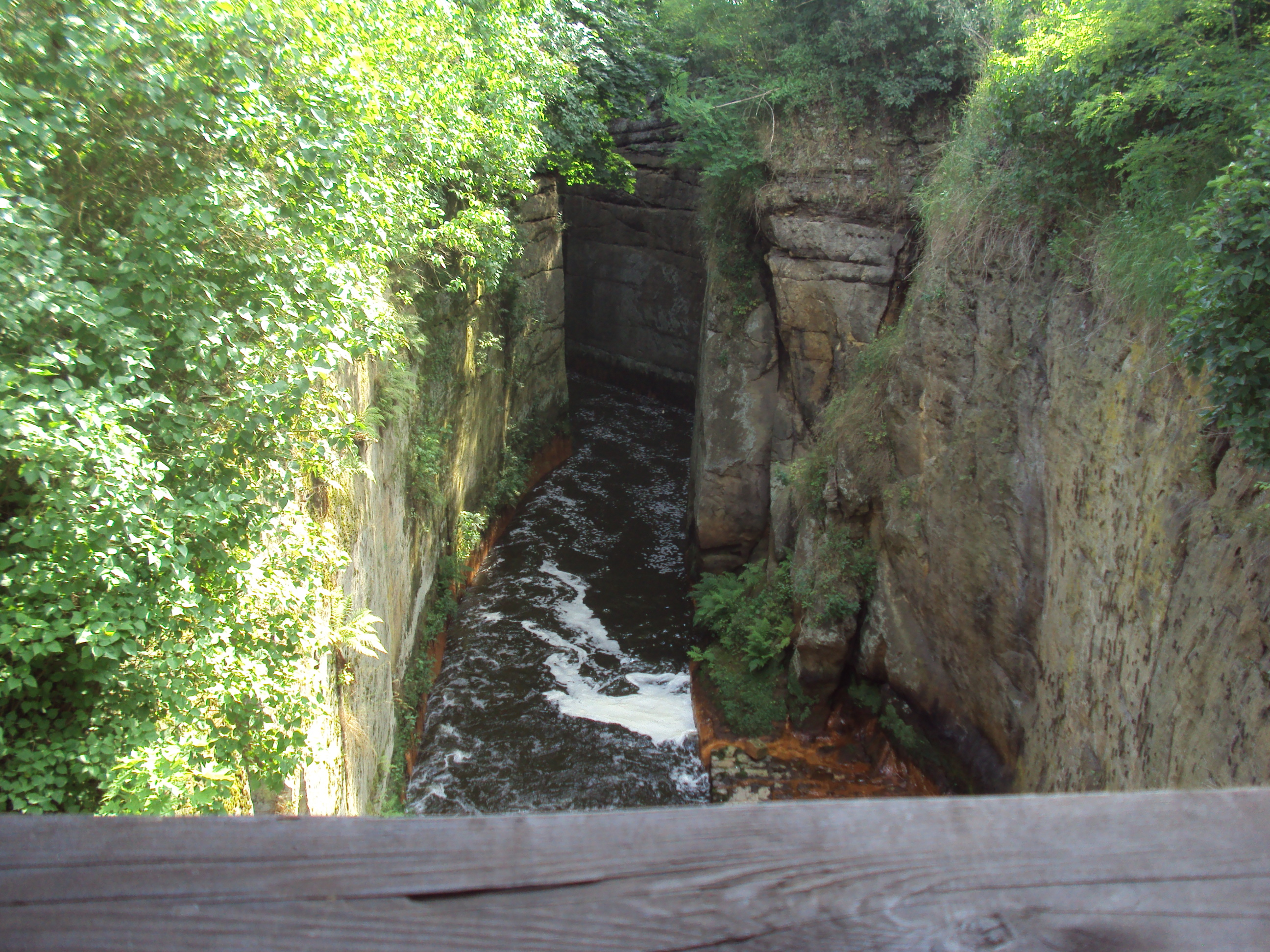
Novozámecká průrva

### Vodní režim
Koruna zemní hráze rybníka je v nadmořské výšce 253 metrů a dosahuje délky 110 metrů. Délka vzdutí vodní hladiny je až 2,1 km.
Rybníkem od východu na západ protéká Robečský potok, nazývaný na přítoku také Mlýnský potok. Jižně od rybníka se stékají Bobří a Dolský potok, jejichž krátký společný tok nese podle zdroje jméno buď Bobří nebo Dolský potok. Do rybníka ústí Mnichovskou průrvou. Robečský potok odtéká z rybníka Novozámeckou průrvou. Odtok bývá nazýván i Bobří potok. Obě průrvy jsou uměle proražené a díky značnému stáří jsou technickými a kulturními památkami. V roce 1997 byla ze státních prostředků i fondu Ramsarské úmluvy obnovena historicky cenná dřevěná výpusť.

### Flora
Z rostlinstva jsou zde ve větší míře bažinaté olšiny, křovité vrby a mokřadní louky. V ochranném pásmu na vyvýšených místech rostou kulturní bory, duboborové lesíky a jsou zde pole.

### Fauna
Důvodem pro vyhlášení ptačí oblasti v soustavě evropsky chráněných území Natura 2000 byla ochrana pěti ohrožených druhů, kteří se zde vyskytují: jeřáb popelavý (Grus grus), moták pochop (Circus aeruginosus), lelek lesní (Caprimulgus europaeus), slavík modráček (Luscinia svecica) a skřivan lesní (Lullula arborea). Mimo nich se zde vyskytují chránění obojživelníci, jako je ropucha krátkonohá (Bufo calamita) či blatnice skvrnitá (Pelobates fuscus). Žije zde vydra říční (Lutra lutra) a na březích veverka obecná (Sciurus vulgaris). Prováděný průzkum prokázal výskyt 800 druhů brouků. Speciální průzkum v letech 1997 – 2001 prokázal 170 druhů střevlíkovitých brouků a potvrdil výjimečnost a zachovalost chráněné oblasti.
V rezervaci se vyskytuje na 220 druhů ptáků, z nichž stovka zde hnízdí a mnohé patří mezi ohrožené druhy.

## Přístup

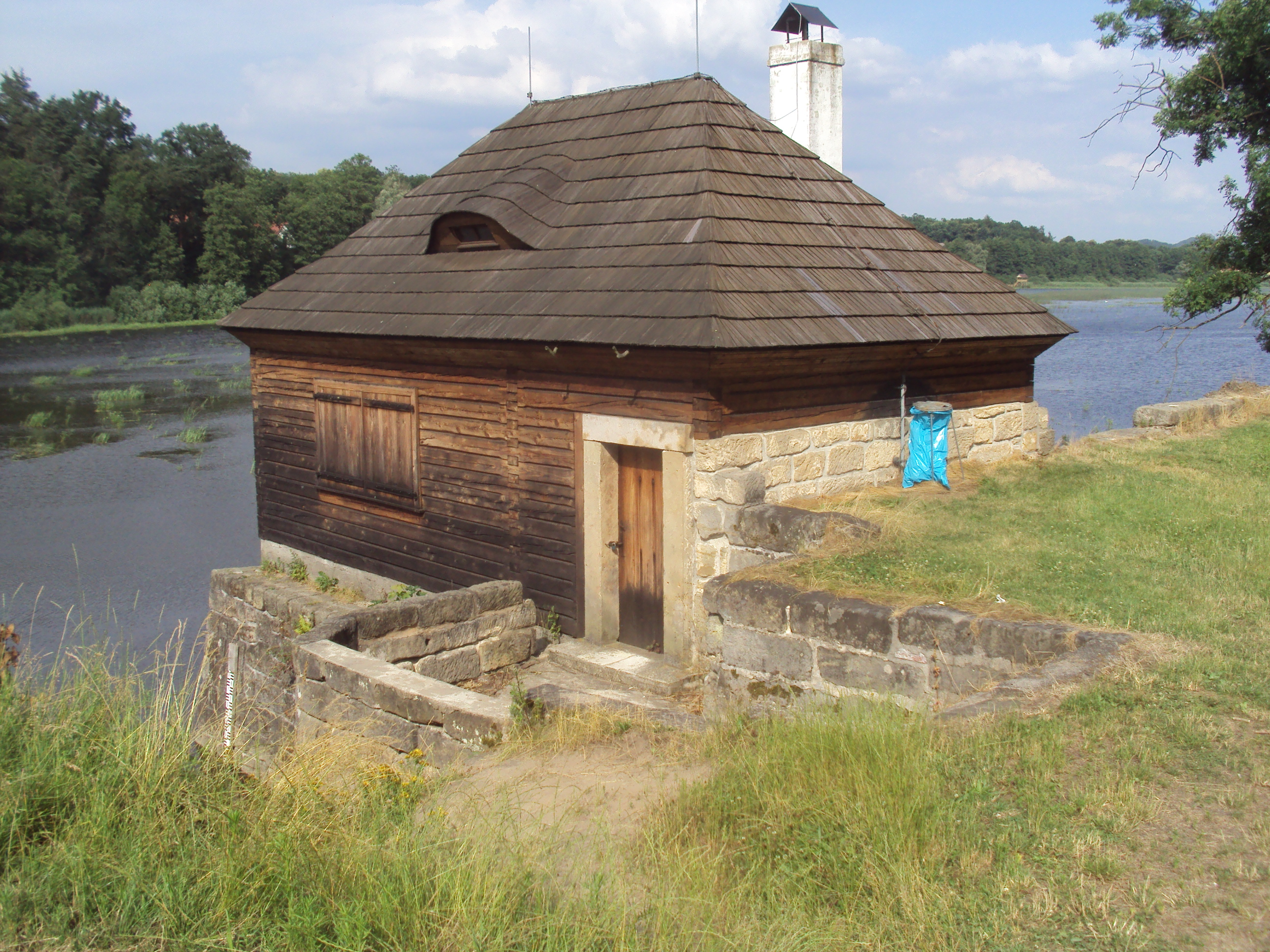
Rybářský domek

Na západě u obce Zahrádky (okres Česká Lípa) se nachází 110 metrů dlouhá hráz. Po hrázi a dále jižně od břehů rybníka vede silnice I/9 z České Lípy do Jestřebí. Břehy jsou pokryté zelení. Ze stromů převládají olše a vrby. Podél severního břehu, na němž je vybudována pět metrů vysoká ornitologická pozorovatelna, vede žlutě značená turistická trasa a cyklotrasa č. 3053.